# Мадс Ларсен
Мадс Ларсен (дан. Mads Larsen; 9 лютого 1973) — данський професійний боксер. Чемпіон світу за версіями IBO (1997—1999) та WBF (1999), чемпіон Європи за версією EBU (2003) у другій середній вазі.

## Професіональна кар'єра
2 травня 1997 року Ларсен виграв вакантний титул чемпіона світу за версією IBO у другій середній вазі, перемігши нокаутом у четвертому раунді американця Шеннона Ландберга. Ларсен виграв свої наступні 10 боїв поспіль, включаючи три захисти титулу IBO. 19 березня 1999 Ларсен зберіг свій титул IBO, а також завоював титул WBF, перемігши Тулані Малінга (ПАР) нокаутом у десятому раунді.
Вигравши свої наступні п'ятнадцять боїв, 6 вересня 2003 року Мадс Ларсен вийшов на бій проти непереможного чемпіона світу за версіями IBF та WBA Super Свена Оттке (Німеччина) і програв рішенням більшості суддів.
Усього за місяць Ларсен виграв титул чемпіона Європи за версією EBU у другій середній вазі, перемігши німця Данило Гаусслера, однак отримав в бою травму плеча і припинив виступи на чотири роки.
30 січня 2010 року в бою за вакантний титул чемпіона Європи за версією EBU програв технічним нокаутом Браяну Мегі (Велика Британія).